# Самарино (Красногвардейский район)
Самарино — село в Красногвардейском районе Белгородской области. Входит в состав Никитовского сельского поселения.

## География
Село расположено недалеко от районного центра — Бирюча.
Часовой пояс
Село Самарино как и вся Белгородская область, находится в часовой зоне МСК (московское время). Смещение применяемого времени относительно UTC составляет +3:00.

## Население
| 1859 | 1897  | 2002 | 2010 |
| ---- | ----- | ---- | ---- |
| 1327 | ↘1215 | ↘746 | ↘668 |